# Sponde
Sponde /ˈspɒndiː/, còn được gọi là Jupiter XXXVI là một vệ tinh tự nhiên của sao Mộc. Nó được phát hiện bởi một nhóm các nhà thiên văn học từ Đại học Hawaii do Scott S. Sheppard dẫn đầu vào năm 2001, và được chỉ định tạm thời S/2001 J 5.
Sponde có đường kính khoảng 2 km, và quay quanh Sao Mộc ở khoảng cách trung bình 24.253.000 km trong 771,604 ngày, với độ nghiêng quỹ đạo 154° so với mặt phẳng hoàng đạo (156° so với xích đạo của sao Mộc), chuyển động ngược hướng và có độ lệch tâm quỹ đạo là 0,443.
Nó được đặt tên vào tháng 8 năm 2003 sau một trong những Horae (Hours), chủ trì vào giờ thứ bảy (những lời cầu nguyện trút sau bữa trưa).  Hours, nữ thần của thời gian trong ngày nhưng cũng là mùa, là con gái của thần Zeus (Sao Mộc) và Themis.
Nó thuộc nhóm Pasiphae, các mặt trăng quay ngược không đều quay quanh Sao Mộc ở khoảng cách 22,8 - 24,1 Gm và với độ nghiêng quỹ đạo nằm trong khoảng 144,5° - 158,3°.